# Grevillea brevifolia
Grevillea brevifolia là một loài thực vật có hoa trong họ Quắn hoa. Loài này được F.Muell. ex Benth. miêu tả khoa học đầu tiên năm 1870.